# Ulf Söderblom
Ulf Arne Söderblom (5 février 1930 à Turku – 4 février 2016 à Helsinki) est un chef d'orchestre et un pédagogue finlandais. Il a été le chef principal de l'Opéra national de Finlande de 1973 à 1993 et a été un personnage clé dans la relance du Festival d'opéra de Savonlinna. Söderblom a dirigé les premières mondiales de plusieurs œuvres de compositeurs finlandais, dont Les Dernières Tentations, de Joonas Kokkonen  et Kullervo et Le Cavalier, d'Aulis Sallinen,,.

## Biographie
Söderblom est né à Turku en Finlande en 1930. Il a étudié à l'Académie d'Åbo à Turku avec Otto Andersson de 1950 à 1952 et à l'Académie de musique de Vienne avec Hans Swarowsky, de 1954 à 1957.
Il fait ses débuts comme chef d'orchestre en 1957 dans une production de La Flûte enchantée à Turku. Il a commencé à diriger à l'Opéra National de Finlande en 1957, d'abord comme chef de chœur, puis en 1973, il en devient le chef principal et le directeur musical, un poste qu'il occupera durant vingt ans. Il a également contribué à la renaissance du Festival d'opéra de Savonlinna en 1967, après cinquante ans de sommeil. La réouverture a été célébrée par Söderblom dans Fidelio de Beethoven au château d'Olavinlinna,.
En tant que professeur de musique, Söderblom a enseigné l'orchestration à l'Académie Sibelius et en a dirigé l'orchestre de 1965 à 1968, et à l'Académie d'Åbo à partir de 1991. L'Université lui a décerné un doctorat honorifique en 1998.
Söderblom est mort le 4 février 2016, la veille de son 86e anniversaire.

## Créations
Söderblom a dirigé les premières représentations mondiales des œuvres suivantes :
- Ratsumies (Le Cavalier) d'Aulis Sallinen, Savonlinna, 17 juillet 1975[5]
- Viimeiset kiusaukset (Les Dernières Tentations) de Joonas Kokkonen, Helsinki, 2 septembre 1975[5]
- Silkkirumpu de Paavo Heininen, Helsinki, 5 avril 1984[5]
- Veitsi (Le Couteau) de Paavo Heininen, Savonlinna, 3 juillet 1989[5]
- Det sjungande trädet d'Erik Bergman, Helsinki, 3 septembre 1995[5]
- Kullervo d'Aulis Sallinen, Los Angeles, 25 février 1992[6]

En plus de ces représentations scéniques, Söderblom a également effectué l'enregistrement en première mondiale de Juha, d'Aarre Merikanto  en 1972.